# Artëm Galadžan
Artëm Sergeevič Galadžan (in russo Артём Сергеевич Галаджан?; Novorossijsk, 28 maggio 1998) è un calciatore russo, attaccante dell'Irtyš Omsk.

## Caratteristiche tecniche
È un centravanti

## Carriera

### Club
Cresciuto nelle giovanili della Lokomotiv Mosca, ha esordito il 1º dicembre 2016 in un match vinto 6-1 contro il Tom' Tomsk.

### Nazionale
Ha giocato nelle nazionali giovanili russe Under-15, Under-16 ed Under-17.

## Statistiche

### Presenze e reti nei club
Statistiche aggiornate al 15 febbraio 2017.
| Stagione        | Squadra         | Campionato      | Campionato | Campionato | Coppe nazionali | Coppe nazionali | Coppe nazionali | Coppe continentali | Coppe continentali | Coppe continentali | Altre coppe | Altre coppe | Altre coppe | Totale | Totale | Totale |
| Stagione        | Squadra         | Comp            | Pres       | Reti       | Comp            | Pres            | Reti            | Comp               | Pres               | Reti               | Comp        | Pres        | Reti        | Pres   | Reti   |        |
| --------------- | --------------- | --------------- | ---------- | ---------- | --------------- | --------------- | --------------- | ------------------ | ------------------ | ------------------ | ----------- | ----------- | ----------- | ------ | ------ | ------ |
| 2016-2017       | Lokomotiv Mosca | PL              | 4          | 0          | CR              | 0               | 0               |                    | -                  | -                  |             | -           | -           | 4      | 0      |        |
| 2017-gen. 2018  | Lokomotiv Mosca | PL              | 2          | 0          | CR              | 0               | 0               | UEL                | 0                  | 0                  | SR          | 0           | 0           | 2      | 0      |        |
| gen.-giu. 2018  | Kazanka Mosca   | 2D              | 6          | 5          | CR              | 0               | 0               |                    | -                  | -                  |             | -           | -           | 6      | 5      |        |
| Totale carriera | Totale carriera | Totale carriera | 12         | 5          |                 | 0               | 0               |                    | 0                  | 0                  |             | 0           | 0           | 12     | 5      |        |

## Palmarès

### Club
- Coppa di Russia: 1

Lokomotiv Mosca: 2016-2017